# Rosenborg BK Kvinner
 Ikke at forveksle med Rosenborg BK.
Rosenborg Ballklub Kvinner (tidligere Sportsklubben Trondheims-Ørn) er en norsk kvindefodboldklub hjemmehørende i Trondheim. Holdet spiller i norske Toppserien, pr. sæsonen 2020-21.
Som Trondheims-Ørn, har klubben vundet Toppserien hele syv gange, hvilket er lige så mange gange som LSK Kvinner FK. Derudover har klubben vundet den norske pokalturnering otte gange.